# Vitālijs Pavlovs
Vitālijs Pavlovs (* 17. Juni 1989 in Riga, Lettische SSR) ist ein lettischer Eishockeyspieler, der seit Juli 2021 beim JKH GKS Jastrzębie in der Polska Hokej Liga unter Vertrag steht.

## Karriere
Vitālijs Pavlovs begann seine Karriere beim SK Riga, für dessen U20-Mannschaft er ab 2007 in der lettischen Eishockeyliga spielte. In der folgenden Spielzeit war er für den DHK Latgale sowohl in der weißrussischen Extraliga, als auch in der lettischen Eishockeyliga aktiv. Zwischen 2009 und 2011 stand er dann beim HK Liepājas Metalurgs unter Vertrag, für den er ebenfalls in der Extraliga auflief. Parallel gewann er mit der zweiten Mannschaft des Vereins 2011 die lettische Meisterschaft.
Vor der Saison 2011/12 wechselte Pavlovs in die Kasachische Eishockeymeisterschaft zum HK Beibarys Atyrau, mit dem er am Saisonende den kasachischen Meistertitel gewann.
Am 9. August 2012 erhielt er von Dinamo Riga einen Zweijahresvertrag und debütierte am 5. Dezember 2012 in der Kontinentalen Hockey-Liga gegen den HK Jugra Chanty-Mansijsk, nachdem er die Saison beim Kooperationspartner Jokipojat aus der Mestis begonnen hatte. 2013 gewann er mit Dinamo den Nadeschda-Pokal. Wegen seiner eineinhalbjährigen Dopingsperre verbrachte er die Spielzeit 2014/15 bei den Colorado Eagles in der ECHL, die nicht der Jurisdiktion der Internationalen Eishockey-Föderation unterliegt. Anschließend kehrte er zu Dinamo Riga in die KHL zurück und spielte bis zum Ende der Saison 2019/20 für diesen Klub.
Zwischen Januar und Mai 2021 spielte er beim Dornbirner EC in der ICE Hockey League, ehe er im Juli des gleichen Jahres zum JKH GKS Jastrzębie in die Polska Hokej Liga wechselte.

### International
Pavlovs spielte für den lettischen Nachwuchs zunächst bei der U18-Weltmeisterschaft 2007. Mit der U20-Auswahl der Balten nahm er an der U20-Weltmeisterschaft 2008 in der Division I teil und erreichte dort den Aufstieg in die Topdivision, in der er dann ein Jahr später antrat.
Mit der lettischen Herren-Nationalmannschaft spielte er bei den Weltmeisterschaften 2013, 2016 und 2017. Nachdem sich Pavlovs mit dem lettischen Team bei der Olympiaqualifikation für die Winterspiele 2014 durchgesetzt hatte, nahm als Teil der lettischen Nationalmannschaft auch an den Winterspielen in Sotschi selbst teil. Am 22. Februar 2014 wurde bekannt, dass er positiv auf Methylhexanamin getestet und daraufhin von den Spielen ausgeschlossen wurde. Das Disziplinakomitee der Internationalen Eishockey-Föderation sperrte ihn daraufhin für eineinhalb Jahre für alle Veranstaltungen der IIHF sowie von IIHF-Mitgliedsverbänden, wodurch er die Weltmeisterschaften 2014 und 2015 verpasste. An der Olympiaqualifikation für die Winterspiele in Pyeongchang 2018 nahm er ebenfalls teil, scheiterte aber mit dem Team aus dem Baltikum beim Heimturnier in Riga im September 2016 an der deutschen Mannschaft. Zudem vertrat er seine Farben beim Baltic-Cup 2017.

## Erfolge und Auszeichnungen
- 2008 Aufstieg in die Division IA bei der U20-Weltmeisterschaft, Division I, Gruppe B
- 2011 Lettischer Meister mit dem HK Liepājas Metalurgs
- 2012 Kasachischer Meister mit dem HK Beibarys Atyrau
- 2013 Gewinn des Nadeschda-Pokals mit Dinamo Riga

## KHL-Statistik
(Stand: Ende der Saison 2019/20)